# Bayeriola buhri
Bayeriola buhri är en tvåvingeart som först beskrevs av Möhn 1958.  Bayeriola buhri ingår i släktet Bayeriola och familjen gallmyggor.
Artens utbredningsområde är Tyskland. Inga underarter finns listade i Catalogue of Life.